# Friderika Bayer
Friderika Bayer (Boedapest, 4 oktober 1971) is een Hongaarse zangeres.
Ze vertegenwoordigde Hongarije op het Eurovisiesongfestival 1994 met het lied Kinek mondjam el vétkeimet?. Het was de eerste deelname voor Hongarije en die werd meteen beloond met een vierde plaats. De eerste 3 jury's gaven het land de maximumscore. Daarna bleef ze nog punten vergaren al was er nog maar één 12 bij.